# Michail Pletnëv
Michail Vasil'evič Pletnëv (Arcangelo, 14 aprile 1957) è un pianista e direttore d'orchestra russo.

## Biografia
Pletnëv è nato in una famiglia di musicisti: il padre suonava la fisarmonica, la madre suonava il pianoforte. All'età di tredici anni, entrò al Conservatorio di Mosca, dove studiò con i pianisti Jakob Flier e Lev Vlasenko. Nel 1978, appena compiuti ventun anni, vinse il primo premio alla VI edizione del Concorso internazionale Čajkovskij, che gli valse un ampio consenso a livello internazionale. L'anno successivo fece il suo debutto negli Stati Uniti.
Nel 1988 fu invitato a suonare a Washington in occasione della conferenza organizzata dalle superpotenze della Terra. Incontrò Michail Gorbačëv, di cui divenne amico. Grazie a questo incontro, ottenne il supporto per fondare due anni più tardi l'Orchestra nazionale russa, di cui fu il primo direttore.
Pletnëv ha realizzato molte incisioni, dedicandosi soprattutto alla musica del proprio paese. Ciò nonostante ha recentemente inciso tutte le sinfonie di Beethoven per conto della Deutsche Grammophon, con cui ha un contratto di esclusiva dal 1996.
Nel mese di luglio 2010, in seguito alle accuse di alcuni colleghi, è stato arrestato in Thailandia, per violenza sessuale su un minore di quindici anni, accuse respinte da Pletnëv, che ha parlato di "un malinteso". Liberato su cauzione, ha disdetto la sua partecipazione ai concerti BBC Proms ed al Festival di Edimburgo per poter meglio preparare la sua difesa.
Prosciolto dalle accuse il 28 settembre 2010, ha ripreso l'attività concertistica nel dicembre dello stesso anno.

## Discografia parziale
- Bach, C.P.E., Sonate e rondò per pf. - Pletnev, 1998 Deutsche Grammophon
- Beethoven, Sinf. n. 1, 3 - Pletnev/Russian National Orchestra, 2006 Deutsche Grammophon
- Beethoven, Sinf. n. 2, 4 - Pletnev/Russian National Orchestra, 2006 Deutsche Grammophon
- Beethoven, Sinf. n. 5, 7 - Pletnev/Russian National Orch., Deutsche Grammophon
- Beethoven, Sinf. n. 9 - Pletnev/Russian National Orch., Deutsche Grammophon
- Ciaikovsky, Sinf. n. 4-6 - Pletnev/Russian National Orch., 1995 Deutsche Grammophon
- Dvorak, Danze slave op. 46, 72 - Pletnev/Russian National Orch., 1994 Deutsche Grammophon
- Mozart Beethoven, Concerti per clar. - Collins/Pletnev/Russian NO, 1997 Deutsche Grammophon
- Prokofiev Ravel, Cinderella Suite/Ma Mère L'Oye - Argerich/Pletnev – 2004 Deutsche Grammophon - Grammy Award for Best Chamber Music Performance 2005
- Rachmaninov, Sinf. n. 1-3/Isola dei morti/Le campane/Danze sinf. - Pletnev/Russian National Orch., 1993/2000 Deutsche Grammophon